# The Housemartins
The Housemartins var ett brittiskt pop/rock-band, verksamma mellan 1983 och 1988, kända bland annat för sin a cappellacover av "Caravan of Love" och för sin genombrottssingel "Happy Hour".
Bandet grundades 1983 av Paul Heaton (sång), Stan Cullimore (gitarr), Ted Key (basgitarr) och Chris Lang (trummor). Uppsättningen förändrades en hel del under åren. Ted Key ersattes av Norman Cook, som senare tog artistnamet Fatboy Slim, och Chris Lang ersattes av Hugh Whitaker, tidigare trummis i The Gargoyles. Whitaker i sin tur ersattes av Dave Hemingway.
Bandet kallade sig ofta "det fjärde bästa bandet i Hull" (de tre band som de tyckte var bättre var Red Guitars, Everything but the Girl och The Gargoyles).
House Martin betyder hussvala.

## Diskografi
Studioalbum
- 1986 – London 0 Hull 4
- 1987 – The People Who Grinned Themselves to Death

Livealbum
- 2006 – Live at the BBC

Samlingsalbum
- 1988 – Now That's What I Call Quite Good

Singlar (topp 20 på UK Singles Chart)
- 1986 – "Happy Hour" (#3)
- 1986 – "Think for a Minute" (#18)
- 1986 – "Caravan of Love" (#1)
- 1987 – "Five Get Over Excited" (#11)
- 1987 – "Me and the Farmer" (#15)
- 1987 – "Build" (#15)